# John McEnery
John McEnery (født 1. november 1943 i Birmingham i England, død 12. april 2019) var en britisk skuespiller og forfatter. Han spillede Mercutio i Zeffirellis version af Romeo og Julie. For denne præstation blev han nomineret til en BAFTA Award.
Han startede som 20-årig med at spille med i tre sæsoner på Everyman Theatre i Liverpool. Han sluttede sig til British National Theatre Company i 1966 og fik undervisning på Bristol Old Vic Theatre School.
Han havde to døtre, Phoebe og Chloe, med sine kone, skuespillerinden Stephanie Beacham. Hans ene bror, Peter McEnery, er også skuespiller og hans anden bror, David McEnery, er fotograf.